# Exposition universelle de New York 1939-1940
L'Exposition universelle de New York 1939-1940 a eu lieu sur le site de Flushing Meadows-Corona Park. Elle est l'une des plus grandes expositions universelles de tous les temps. De très nombreux pays du monde y participent et plus de 44 millions de visiteurs s'y présentent sur les deux années. L'exposition est organisée autour du thème du « Monde de demain » (The world of tomorrow).
Elle est sensiblement affectée par l'entrée d'une partie de l'Europe dans la Seconde Guerre mondiale dès septembre 1939.

## Palais et pavillons
- Palais de la France : réalisé par les architectes Roger-Henri Expert et Pierre Patout, avec comme collaborateurs Michel Dufet et Claude Ferret. Intervention également des peintres et sculpteurs Yves Brayer, Jean Dunand, Jean Dupas et Paul Landowski, et des photographes Marc Vaux et John-Adams Davis.
- Palais de la France d'Outre-mer : le grand hall est décoré par le peintre Jean Bouchaud. Une partie des œuvres d'art embarquées à bord du Paris pour New-York disparaissent dans un incendie suivi du naufrage du paquebot en 1939 dans le port du Havre. Par chance, les tableaux du XIXe siècle échappent au désastre, et sont montrés pour la première fois aux États-Unis[2].
- Stands pour le pavillon belge contenant une collection de jouets de l’usine Torck réalisés par Lou Bertot-Marissal[3],[4].
- Palais des Nations-Unies : le hall est décoré d'une fresque de Marthe Flandrin.
- Futurama : exposition conçue par Norman Bel Geddes, parrainée par General Motors, présentant une vision des routes du futur en diorama.

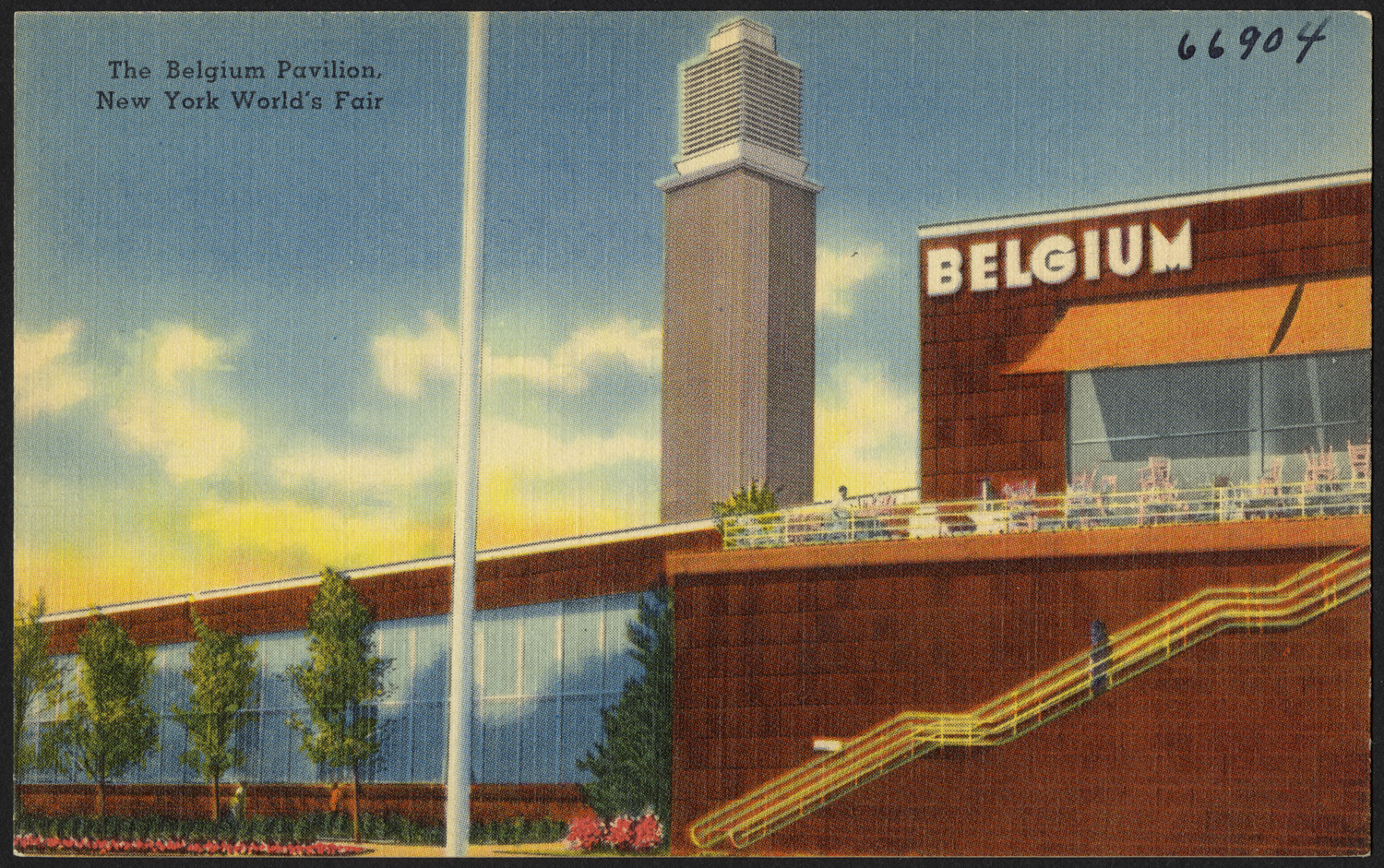
Pavillon de la Belgique.
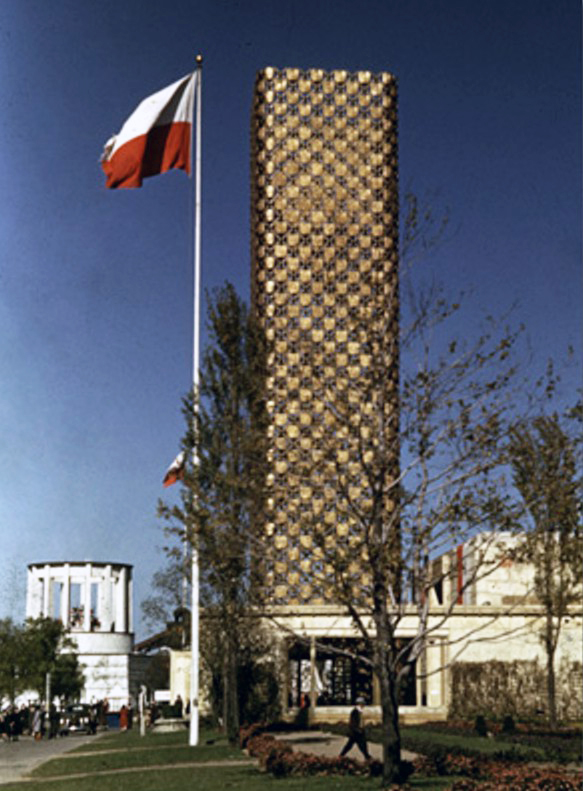
Le pavillon de la Pologne, photographié sur le nouveau film Kodak Kodachrome.
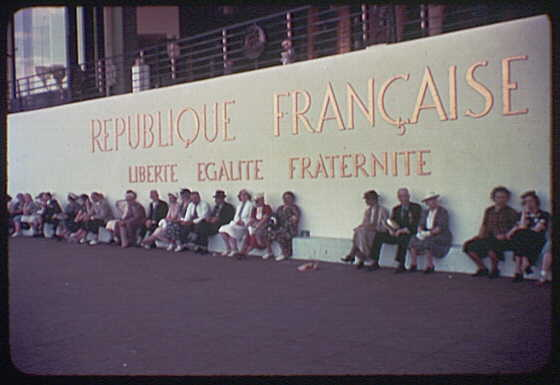
Vue partielle du pavillon de la République française.